# Hieracium lehbertii
Hieracium lehbertii es una especie de planta con flor del género Hieracium, de la familia Asteraceae, orden Asterales.

## Distribución
Hieracium lehbertii se distribuye por Estonia.

## Taxonomía
Fue descrita científicamente por (Zahn) Üksip.
Tratamiento taxonómico
La especie aparece registrada en una sección de la publicación V.L.Komarov (ed.), Fl. URSS.